# Euselachii
Euselachii, infrarazred riba koji obuhvaća dva nadreda morske pse (Selachimorpha) i raže (Batoidea) i dio je podrazreda Elasmobranchii
Ime dolazi od grčkog »eu«, pravi ili izvorni, i »selachos«, morski pas ili riba hrskavičnjača).
Euselachii je imenovao Hay (1902.). Pinheiro et al. (2013) smatrali su ga monofiletskim.

## Podjela
Infraclass Euselachii (morski psi i raže)
†Ordo Ctenacanthiformes
†Divisio Hybodonta
†Ordo Hybodontiformes
Podrazred Neoselachii (suvremeni morski psi) 
nadred Selachii (Selachimorpha)
nadred Batoidea (Poligače: drhtuljke, ražolike ribe, golubovke i pilašice)